# هوغو ووكر
هوغو ووكر (بالهولندية: Hugo Walker)‏ (و. 1933 – 2015 م) هو مقدم تلفزيوني، ولاعب كرة قدم، ولاعب كرة قاعدة، ومذيع هولندي، ولد في أمستردام، توفي في أمستردام، عن عمر يناهز 82 عاماً.